# Narod (Subotica)
Narod je bio dnevni list na hrvatskom jeziku iz Subotice.
Izlazio je od 9. studenoga 1919. do kraja 1922. kao organ Jugoslavenske demokratske stranke.
Pokretačem i urednikom je bio Lazar Stipić.